# Hermanus Heykamp
Hermanus Johannes Heykamp (ur. 5 grudnia 1804, zm. 28 października 1874) – duchowny holenderski, biskup Deventer, wikariusz generalny archidiecezji Utrechtu Rzymskokatolickiego Kościoła Starobiskupiego Kleru.
Absolwent seminarium duchownego w Amersfoort. W 1829 roku otrzymał święcenia kapłańskie. Pracował w parafiach Kościoła Utrechtu w Lejdzie, Delfcie i Rotterdamie. W 1849 roku został kanonikiem kapituły utrechckiej. W 1853 roku został wybrany biskupem Deventer, a w 1860 roku został dziekanem Schieland i Zuid-Holland.
Hermanus Heykamp odegrał ważną rolę w historii starokatolicyzmu. 11 sierpnia 1873 roku duchowny ten po nagłej śmierci arcybiskupa Utrechtu Henricusa Loosa został w jego zastępstwie konsekratorem dwóch hierarchów starokatolickich Casparusa Rinkela i Josepha Reinkensa.
Od biskupa Hermanusa Heykampa pochodzi sukcesja apostolska wszystkich biskupów Unii Utrechckiej Kościołów Starokatolickich.